# Spuistraat, Den Haag (Arntzenius)
Spuistraat, Den Haag is een thema voor schilderijen van de Nederlandse kunstschilder Floris Arntzenius, geschilderd rond 1900. De schilderijen en aquarellen tonen een regenachtige dag in de Haagse binnenstad, een 'modern' thema in de 'grijze' stijl van de Haagse School.

## Context
Amtzenius schilderde aanvankelijk vooral landschappen. Toen hij zich in 1892 in Den Haag vestigde, na studies in Antwerpen en Amsterdam, begon hij zich toe te leggen op stadsgezichten en strandscènes. De dynamiek van het stadsleven boeide hem uitermate. In het bijzonder werd hij gefascineerd door de invloeden van het "grijze" weer op de stad. Aan zijn latere vrouw Lide Doorman schreef hij eens: "Ik wou dat 't morgen grijs weer was, want met die strakke luchten is bijna niets mooi".
Vaak stelde Arntzenius zich verholen op in winkelstraten, in een portiek of achter een 'gehuurd' raam, en schetste met snelle streken eerste studies voor werken die hij later in zijn studio uitwerkte. Een ooggetuige zou zich later herinneren: "Hier en daar zag men hem in de Haagse straten, de lorgnet op de neus, snelle krabbels maken op een stukje papier". De zogenaamde 'straatjes van Arntzenius' zouden een begrip worden in Den Haag.

## Afbeelding
Arntzenius schildert de Spuistraat gezien vanaf een raam nabij de kruising met de Venestraat, vlak bij de tabakszaak van A. Smit. Hij neemt het echter niet heel precies met de topografische juistheid van wat hij vastlegt, maar richt zich vooral op de atmosfeer. Het weer is daarbij erg belangrijk. Het regent. De natte straten versterken de stemming en vergroten de ruimte door de weerspiegeling. Grijze kleuren zetten de toon. Het onderstreept de verwantschap van Arntzenius met de Haagse School, meer dan bij zijn impressionistisch werkende collega's George Hendrik Breitner en Isaac Israëls, die in die periode eveneens stadsbeelden begonnen te schilderen.
Opvallend in Spuistraat, Den Haag is ook de compositie. Strakke diagonale lijnen domineren het schilderij vanuit een dwingend diepteperspectief, vooruitlopend op het lijnenspel van latere modernisten. Het grijs vormde voor hem een ideale ondertoon waartegen de andere kleuren fraai konden worden afgezet. De stadsomgeving en de figuren gaan harmonisch samen te midden van een spel van regen, wolkenpartijen, wind en daartussendoor een enkele zonnestraal. De huizen lijken nauw betrokken bij wat zich afspeelt op straat. Links met paraplu is onder de passanten ook Arntzenius zelf herkenbaar.
De uitwerking van het werk lijkt schetsmatig, in vlotte streken. Uithangborden zijn nauwelijks leesbaar. Toch is het geen haastig schilderwerk, maar een weergave op basis van een nauwkeurige waarneming van het alledaagse. Artnzenius besteedde altijd veel tijd aan de afwerking van zijn werken.

## Andere versies van de Haagse Spuistraat
Arntzenius schilderde rond 1900 een hele reeks schilderijen en aquarellen van de Spuistraat, de meeste vanachter hetzelfde raam, bij tabakszaak Smit.

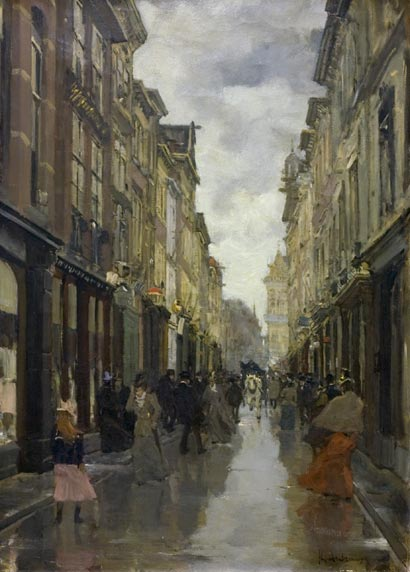
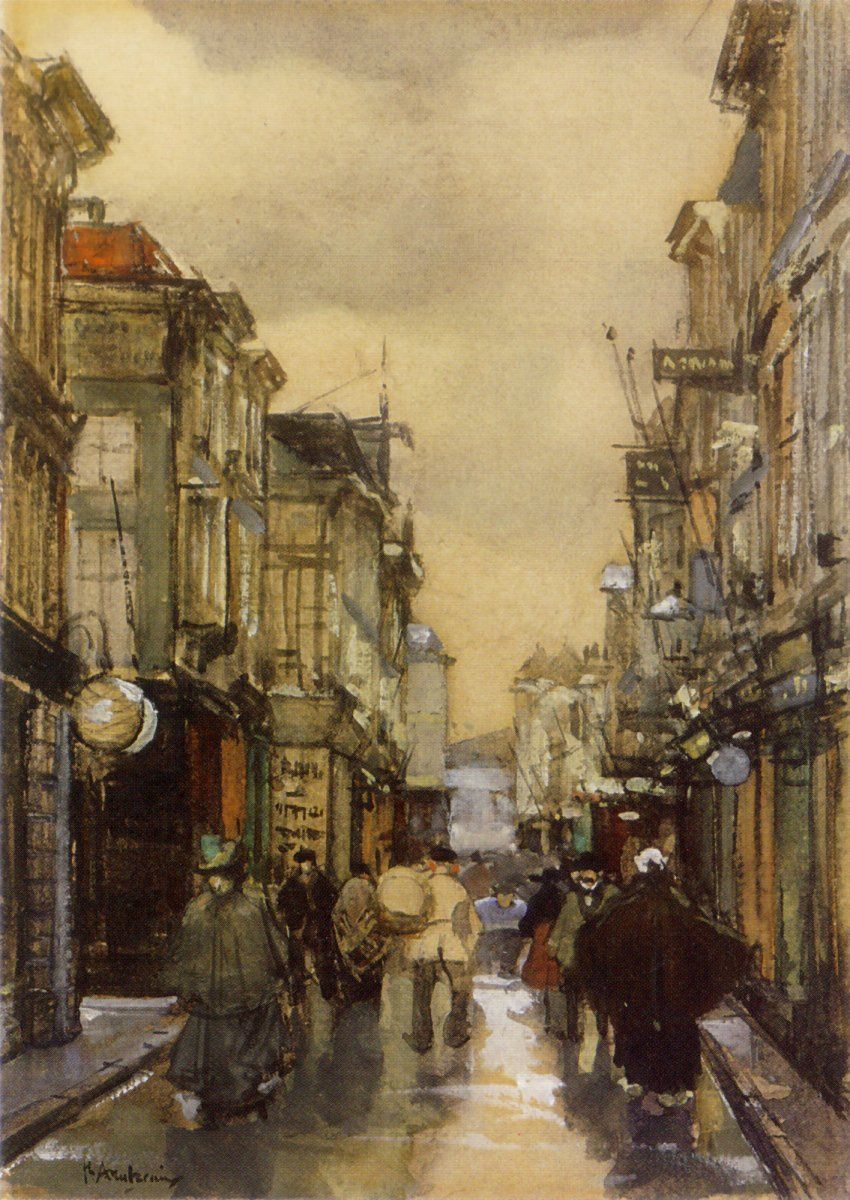
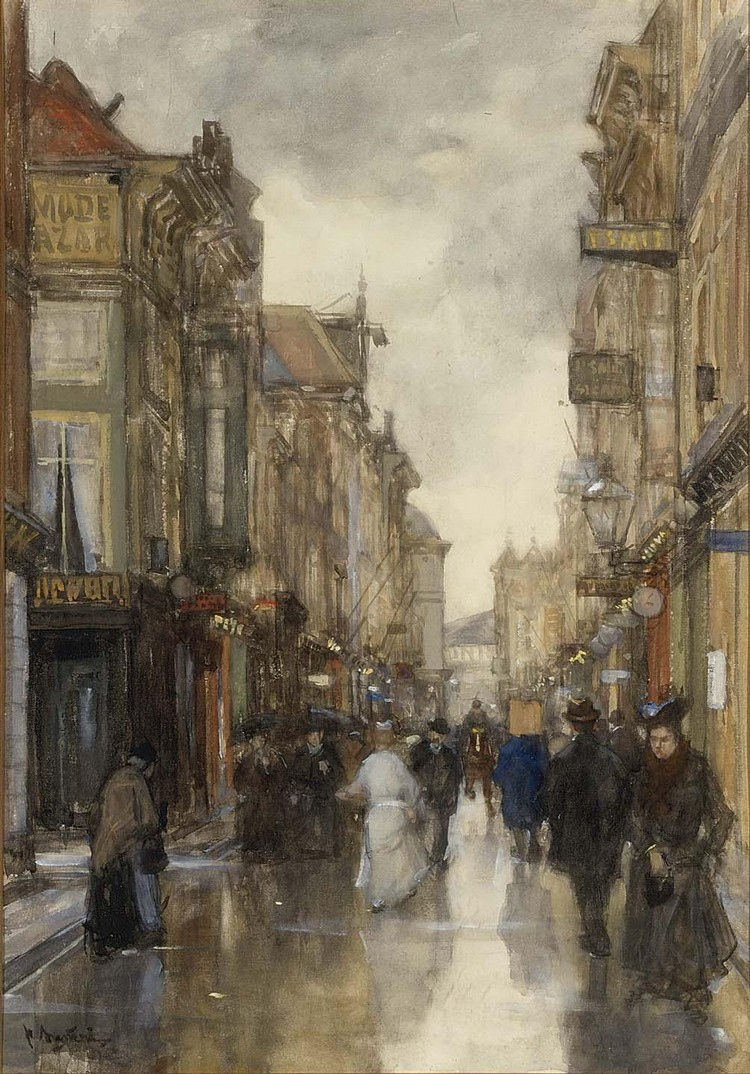
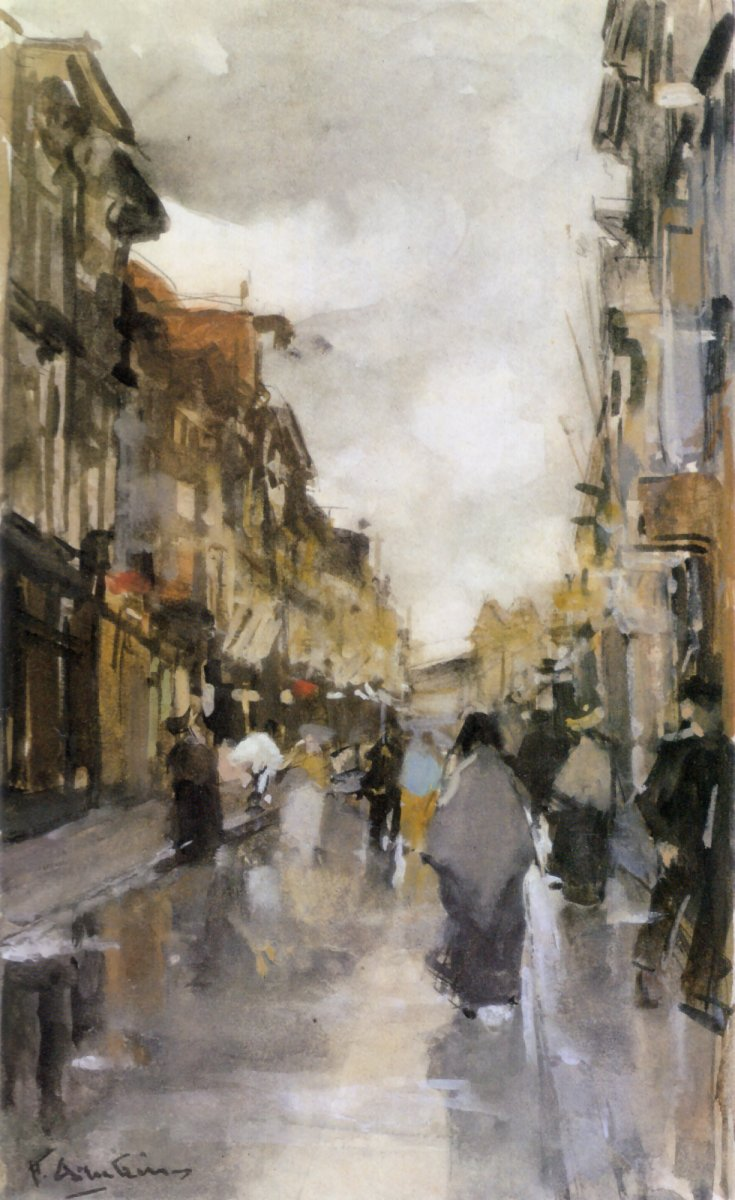
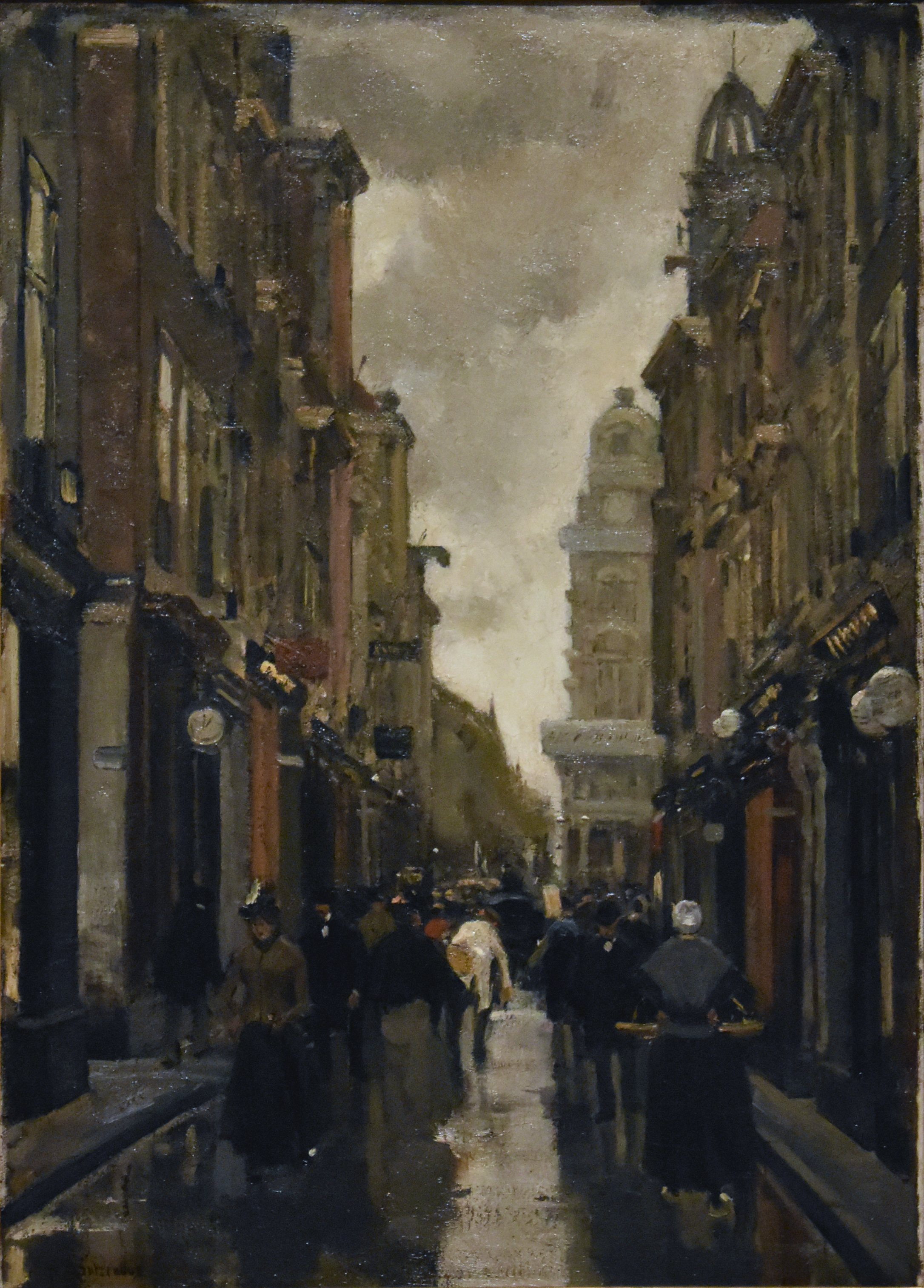